# Valentina Bottarelli
Valentina Bottarelli, née le 12 novembre 1948 à Sarezzo, est une coureuse de fond italienne. Elle est vice-championne du monde de course en montagne 1986 et championne d'Italie de course en montagne 1986.

## Biographie
Le 23 septembre 1985, elle prend part à la première édition du Trophée mondial de course en montagne à San Vigilio di Marebbe. Effectuant une course groupée avec ses coéquipières Chiara Saporetti et Guidina Dal Sasso, elle voit la jeune Olivia Grüner les doubler pour remporter le titre. Valentina termine au pied du podium et remporte la médaille d'or au classement par équipe.
Elle connaît une bonne saison 1986. Lors du Trophée mondial de course en montagne à Morbegno, elle prend un bon départ mais se fait surprendre par l'Anglaise Carol Haigh. S'accrochant à ses talons, elle décroche la médaille d'argent et double la mise au classement par équipes. Elle remporte de plus le titre de championne d'Italie de course en montagne.
Elle se concentre par la suite sur les courses sur route et remporte notamment le marathon de Monza en 1987 ainsi que le marathon de Florence en 1990.

## Vie privée
Elle est la tante de Sara Bottarelli, également coureuse en montagne.

## Palmarès

### Route/cross
| Année | Compétition                        | Lieu                   | Place | Épreuve       | Temps           |
| ----- | ---------------------------------- | ---------------------- | ----- | ------------- | --------------- |
| 1983  | Campaccio                          | San Giorgio su Legnano | 3e    | Cross-country | 14 min 12 s     |
| 1985  | Marathon de Monza                  | Monza                  | 2e    | Marathon      | 2 h 53 min 23 s |
| 1985  | Marathon de Milan                  | Milan                  | 4e    | Marathon      | 2 h 41 min 41 s |
| 1986  | Marathon de Cesano Boscone         | Cesano Boscone         | 2e    | Marathon      | 2 h 41 min 56 s |
| 1987  | Marathon de Monza                  | Monza                  | 1re   | Marathon      | 2 h 38 min 43 s |
| 1987  | Marathon de Londres                | Londres                | 10e   | Marathon      | 2 h 35 min 57 s |
| 1987  | Marathon de Venise                 | Venise                 | 5e    | Marathon      | 2 h 39 min 37 s |
| 1988  | Marathon de Cesano Boscone         | Cesano Boscone         | 2e    | Marathon      | 2 h 42 min 17 s |
| 1989  | Semi-marathon de Mantoue           | Mantoue                | 4e    | Semi-marathon | 1 h 18 min 17 s |
| 1989  | Marathon de Merano                 | Merano                 | 1re   | Marathon      | 2 h 45 min 33 s |
| 1989  | Marathon de Bologne                | Bologne                | 2e    | Marathon      | 2 h 45 min 29 s |
| 1989  | Marathon de Stockholm              | Stockholm              | 7e    | Marathon      | 2 h 46 min 22 s |
| 1990  | Semi-marathon de Vigarano Mainarda | Vigarano Mainarda      | 1re   | Semi-marathon | 1 h 16 min 2 s  |
| 1990  | Marathon de Florence               | Florence               | 1re   | Marathon      | 2 h 44 min 23 s |
| 1991  | Marathon de Florence               | Florence               | 5e    | Marathon      | 2 h 47 min 1 s  |

### Course en montagne
| no | féminin           | Course                                | Longueur | Départ            | Temps       |
| -- | ----------------- | ------------------------------------- | -------- | ----------------- | ----------- |
| 4e | 4e                | Trophée mondial de course en montagne | 6 km     | 23 septembre 1985 | 27 min 50 s |
| 2e | Médaille d'argent | Trophée mondial de course en montagne | 7,35 km  | 5 octobre 1986    | 34 min 59 s |

## Records
| Épreuve       | Performance     | Date             | Lieu               |
| ------------- | --------------- | ---------------- | ------------------ |
| 3 000 mètres  | 10 min 6 s 26   | 1er juillet 1984 | Sesto San Giovanni |
| 10 000 mètres | 35 min 50 s 25  | 22 juillet 1986  | Turin              |
| 15 kilomètres | 57 min 8 s      | 7 avril 1990     | Naples             |
| Semi-marathon | 1 h 15 min 49 s | 20 avril 1987    | Gualtieri          |
| Marathon      | 2 h 35 min 57 s | 10 mai 1987      | Londres            |